# Casetta in Canadà
Casetta in Canadà è un brano musicale composto da Mario Panzeri e Vittorio Mascheroni, presentato al Festival di Sanremo 1957, nell'interpretazione di Gino Latilla, Carla Boni con il Duo Fasano, e di Gloria Christian con i Poker di Voci.
Il brano arrivò alla quarta posizione della kermesse con 32 voti dietro il brano Scusami di Gino Latilla e di Tonina Torrielli.
La canzone narra di un tale di nome Martin che possiede una piccola casa in Canada, la quale gli viene distrutta da un piromane, Pinco Panco, che la incendia. Martin continua a costruire altre case che però vengono sempre incendiate da Pinco Panco.
Carla Boni incide un 78 giri  dal titolo  Canada/Un filo di speranza, sempre nel 1957 sia Latilla che la Boni incidono un 45 giri dal titolo Casetta in Canada/Filo di speranza pubblicati dalla Cetra, mentre Gloria Christian incide per la Vis Radio un 45 dal titolo Casetta in Canada/Stupidella.
Artisti dell'epoca che incisero cover furono: Quartetto Cetra, Umberto Marcato, Nilla Pizzi, Dalida con il titolo Le ranch de Maria (situato però non in Canada, ma sulle sponde del Rio Grande) e Wilma De Angelis (Philips, 421 817 PE), inserita nella raccolta Che bella canzonetta! (Columbia, FL.211) uscito in Canada.

## Classifica annuale
| Classifica (1957) | Posizione | Artista                            |
| ----------------- | --------- | ---------------------------------- |
| Italia            | 27        | Gino Latilla Carla Boni Duo Fasano |
| Italia            | 44        | Gloria Christian Poker di Voci     |